# Пунта-Горда (Флорида)

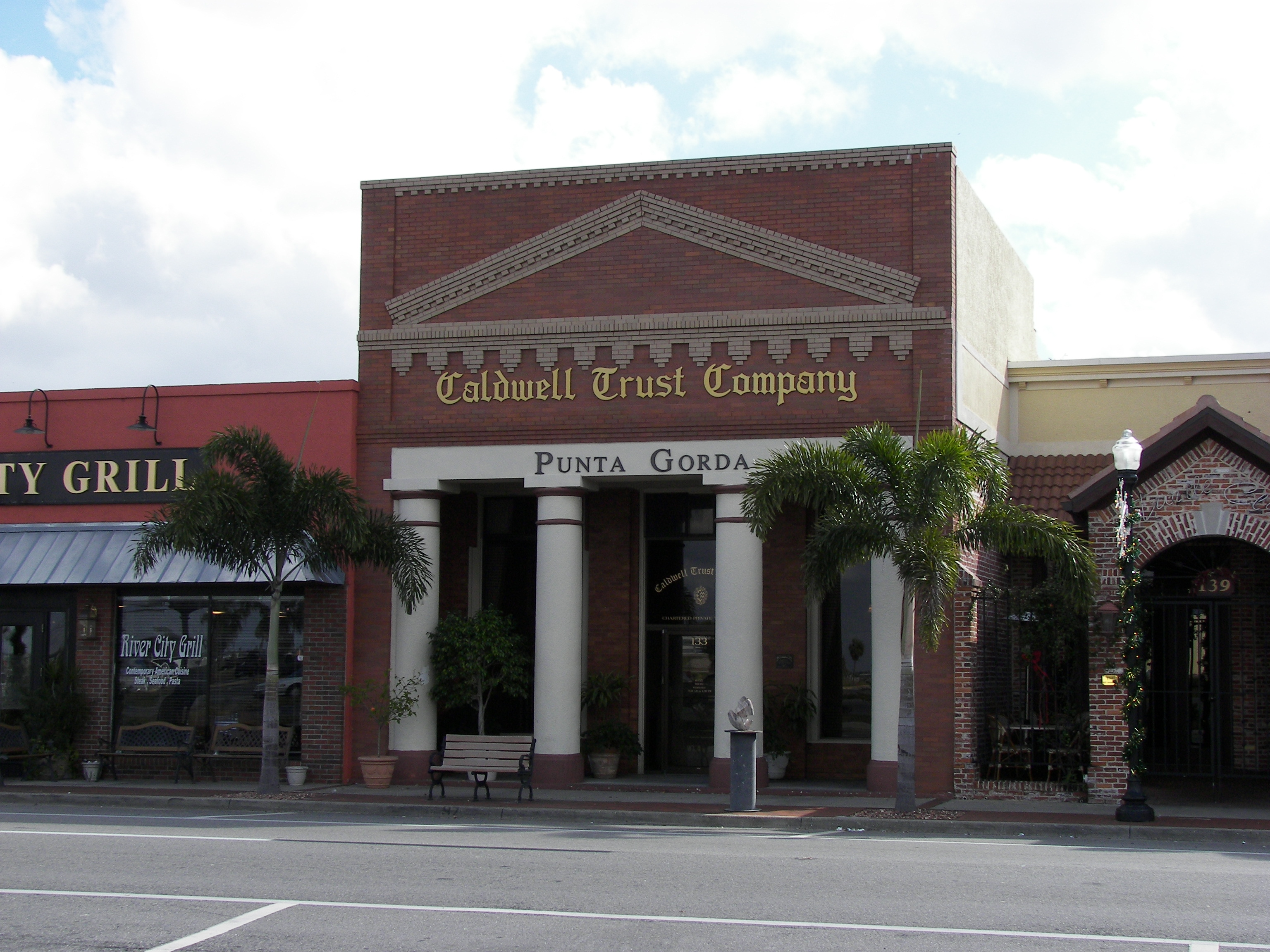
Стара будівля першого національного банку Пунта-Ґорда

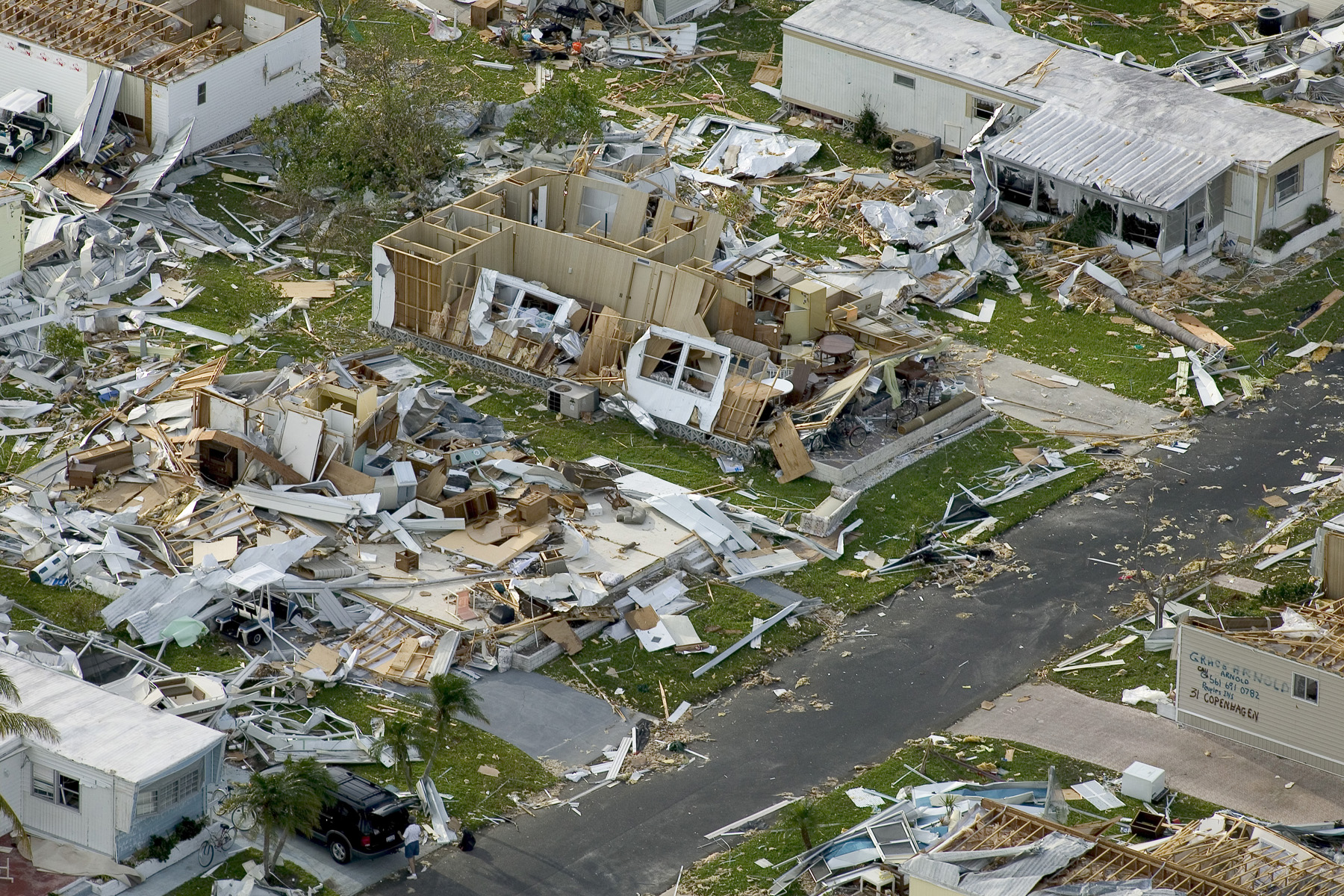
Руйнування у місті ураганом Чарлі у 2004 році

Пунта-Горда (англ. Punta Gorda) — місто (англ. city) в США, в окрузі Шарлотт на півдненному заході штату Флорида, на узбережжі Мексиканської затоки Атлантичного океану. Розташоване у повіті Шарлотт при впадінні річки Піс у бухту Шарлотт. Населення — 19 471 особа (2020); агломерації — 156 952 особи (2009 рік); конурбації Сарасота - Брейдентон - Пунта-Ґорда — 845 078 осіб (2009 рік).

## Історія
1885 року вздовж річки Піс знайдені поклади мінерального добрива фосфати. 1886 року сюди провели залізницю. Місто утворене 1900 року.

## Географія
Пунта-Горда розташована за координатами 26°51′48″ пн. ш. 82°1′57″ зх. д. / 26.86333° пн. ш. 82.03250° зх. д. (26.863370, -82.032416).  За даними Бюро перепису населення США в 2010 році місто мало площу 54,38 км², з яких 38,87 км² — суходіл та 15,51 км² — водойми.

## Демографія
Згідно з переписом 2010 року, у місті мешкала 16 641 особа в 8443 домогосподарствах у складі 5687 родин. Густота населення становила 306 осіб/км².  Було 11580 помешкань (213/км²).
Расовий склад населення:
| - 93,3 % — білих - 3,3 % — чорних або афроамериканців - 1,1 % — азіатів - 0,2 % — корінних американців |

До двох чи більше рас належало 1,3 %. Частка іспаномовних становила 4,5 % від усіх жителів.
За віковим діапазоном населення розподілялося таким чином: 9,2 % — особи молодші 18 років, 42,9 % — особи у віці 18—64 років, 47,9 % — особи у віці 65 років та старші. Медіана віку мешканця становила 64,1 року. На 100 осіб жіночої статі у місті припадало 90,4 чоловіків;  на 100 жінок у віці від 18 років та старших — 88,9 чоловіків також старших 18 років.
Середній дохід на одне домашнє господарство  становив 85 306 доларів США (медіана — 56 463), а середній дохід на одну сім'ю — 105 345 доларів (медіана — 72 627). Медіана доходів становила 52 295 доларів для чоловіків та 35 716 доларів для жінок. За межею бідності перебувало 11,3 % осіб, у тому числі 31,1 % дітей у віці до 18 років та 5,8 % осіб у віці 65 років та старших.
Цивільне працевлаштоване населення становило 5148 осіб. Основні галузі зайнятості: роздрібна торгівля — 18,4 %, освіта, охорона здоров'я та соціальна допомога — 17,8 %, мистецтво, розваги та відпочинок — 16,9 %.